# Boulongouaré
Boulongouaré (ou Boulongaré, Blangouaré) est une localité du Cameroun située dans le canton de Kossa, dans la commune de Mora, dans le département du Mayo-Sava et la région de l'Extrême-Nord.  

## Géographie
Boulongouaré se situe à l'extrême-nord du département, à 35 km à l'Est de Mora, à proximité de la frontière avec le Nigeria et à proximité du parc national de Waza.

## Population
En 1967, on comptait 135 personnes dans la localité.
Lors du recensement de 2005, 391 personnes y ont été dénombrées, dont 213 hommes et 178 femmes.

## Ethnies
On trouve à Boulongouaré des populations peules.